# THE LOST LOVE
「THE LOST LOVE」（ザ・ロスト・ラヴ）は、1992年2月21日に発売された角松敏生通算20作目のシングル。

## 解説
「THE LOST LOVE」はバラード・ベスト・アルバム『TEARS BALLAD』からのリカット・シングル。シングル・ヴァージョンには歌いだしの前にイントロが追加された。シングル・ヴァージョンは、後にベスト・アルバム『1988-1993』にも収録された。「THE BEST OF LOVE」は前年の1991年に新宿厚生年金会館で行われたライブからのライブ・ヴァージョン。オリジナルは1986年にシングルとして発売され、同年リリースのアルバム『TOUCH AND GO』にアルバム・ヴァージョンで収録された。このライブ・ヴァージョンでは、歌詞の最後が一部変更されている。
ジャケット表裏両面には、『TEARS BALLAD』初回限定仕様に封入されたポストカードと同じものが使われている。

## 収録曲
1. THE LOST LOVE
TBS系-TV“世界・ふしぎ発見!”エンディングテーマ
2. THE BEST OF LOVE (LIVE VERSION)
3. THE LOST LOVE (INSTRUMENTAL VERSION)

## クレジット
- All songs written & arranged by TOSHIKI KADOMATSU

### THE LOST LOVE
- VOCAL, COMPUTER PROGRAMMING, KEYBOARDS, BACKGROUND VOCAL : 角松敏生
- DRUMS : 村上“PONTA”秀一
- PERCUSSION : 斉藤ノブ
- ACOUSTIC PIANO, FENDER RHODES : 小林信吾
- GUITAR : 浅野祥之
- COMPUTER MANIPULATOR : 久保幹一郎
- STRINGS : 友田GROUP

### THE BEST OF LOVE (LIVE VERSION)
- GUITAR, VOCAL : 角松敏生
- DRUMS : 村上“PONTA”秀一
- BASS : 青木智仁
- GUITAR : 浅野祥之
- KEYBOARDS : 友成好宏
- KEYBOARDS : 小林信吾
- SAXOPHONE : 春名正治
- PERCUSSION : 田中倫明
- BACKGROUND VOCAL : 宮浦和美
- BACKGROUND VOCAL : 高橋香代子
- AT 1991.12.20 新宿厚生年金会館